# Xã Clinton, Quận Lenawee, Michigan
Xã Clinton (tiếng Anh: Clinton Township) là một xã thuộc quận Lenawee, tiểu bang Michigan, Hoa Kỳ. Năm 2010, dân số của xã này là 3.604 người.